# 六氰合钴(III)酸镉
六氰合钴(III)酸镉是一种无机化合物，化学式为Cd3[Co(CN)6]2。它可由硝酸镉和六氰合钴(III)酸钾在水溶液中反应得到。其晶胞参数通过粉末X射线衍射得出，据空间群Oh5-Fm3m计算，a=10.590±0.005 Å。